# Dipartimento di Collón Curá
Collón Curá è un dipartimento argentino, situato nella parte sud-orientale della provincia di Neuquén, con capoluogo Piedra del Águila.
Esso confina con la provincia di Río Negro, e con i dipartimenti di Lácar, Huiliches, Catán Lil e Picún Leufú.
Secondo il censimento del 2001, su un territorio di 5.730 km², la popolazione ammontava a 4.395 abitanti, con una diminuzione demografica del 44,12% rispetto al censimento del 1991.
Il dipartimento, nel 2001, è suddiviso in:
- un comune di seconda categoria: Piedra del Águila e
- una comisión de fomento: Santo Tomás